# Invaze z vesmíru
Invaze z vesmíru (1970) je sbírka vědeckofantastických povídek českého spisovatele Václava Kajdoše. Díky tomu, že povídky v knize obsažené se vyznačují vysokou literární úrovní a ve své době ne zcela všedními náměty, stala se sbírka jedním z klíčových děl ve vývoji české sci-fi a Václav Kajdoš začal být považován společně s Josefem Nesvadbou, Ludvíkem Součkem a Jaroslavem Zýkou za jednoho z průkopníků české sci-fi a za představitele jakési její „české školy" vycházející z humanistického odkazu Karla Čapka a je mimo jiné charakterizována ironickým pohledem na svět, zejména pak na technickou civilizaci.

## Přehled vydání
- Invaze z vesmíru, Pragopress, Praha 1970, vydání obsahuje deset povídek.
- Invaze z vesmíru, Baronet, Praha 2003, toto druhé vydání je rozšířeno o povídku Kurupiru, která vyšla původně časopisecky ve Vědě a technice mládeži roku 1966.

## Obsah sbírky
První tři povídky se zabývají různými formami invaze mimozemšťanů na naší planetu. V povídce Volavkovy celery najde starý mládenec Josef Volavka na své zahrádce celery, které rostou a rostou. V povídce Nádor cosi využívá bující a neorganizovanou tkáň tří pacientů v nemocnici ke svým vlastním cílům a v povídce Příbuzní nechá starý profesor u sebe bydlet mladou neteř, která se chce připravit na zkoušky a která slíbí, že se o strýce postará, přičemž se její péče mění v podivný teror.
Následuje příběh Kotě, ve kterém ke své hrůze zjistí matka chlapce trpícího vzácnou chorobou, že je spojen zvláštním poutem s malým kotětem, který je prakticky chlapcovým jediným přítelem.
Další tři povídky jsou umístěny do středověku a objevuje se v nich motiv zasahování lidí z budoucnosti nebo bytostí z jiné planety do naší minulosti, což vedlo ke vzniku pověstí. První z nich, Drak, se odehrává na středověkém Rhodu, kde se objeví drak, které ho se rozhodne mladý johanita přes zákaz svého řádového představeného zneškodnit a pomoci tak vesničanům. Variací na golemovské téma je povídka Hmota bez tvaru a v povídce Hra se stínem se doktor Faust spojí se záhadným Stínem.
Pochmurnou atmosféru některých hororů Edgara Allana Poea a Raye Bradburyho má povídka Ples loutek, ve které vládní rada uspořádá ples, kam pozve všechny, kteří mu někdy nějak ublížili.
Poslední dvě povídky prvního vydání sbírky zpracovávají klasické náměty sci-fi. Příběh Neřešitelná otázka popisuje, jak si vědec sestrojí umělý vesmír v malé kostce a pozoruje, jak se v něm vyvíjejí planety a život na nich, a povídka Pavouci líčí výpravu na cizí planetu, která ztroskotá na silném odporu domorodců.
Druhé vydání sbírky bylo rozšířeno o povídku Kurupiru, ve které se dva vědci na výpravě v Jižní Americe setkají s mravenci, jejichž chování se řídí takovými pravidly, které se dají stěží považovat za instinkt.